# Хильшер, Фридрих
Фридрих Йоганнес Хильшер (нем. Friedrich Hielscher; 31 мая 1902, Плауэн, Королевство Саксония — 6 марта 1990, Фуртванген) — немецкий религиозный философ, публицист, поэт, оккультист, руководящий сотрудник Аненербе, участник движения «консервативная революция». Работал над воссозданием древнегерманского мировоззрения.

## Биография

### Ранние годы
В 1919 году окончил губенскую гимназию и в том же году вступил во фрайкор. В Капповском путче, в котором было задействовано его подразделение, участия не принимал, назвав путч «глупостью». В 1920—1926 годах изучал право в Берлине. В 1926 году защитил кандидатскую диссертацию в Йене. В 1927 году поступил на государственную службу, в том же году начал публиковаться в журнале «Арминий», издававшемся Эрнстом Юнгером, где быстро стал сотрудником последнего.

### Деятельность в нацистской Германии
В 1933 году вышел из лютеранской церкви и основал собственную, Независимую свободную церковь (с сильным влиянием идей Эриугены и Гёте), в которой христианство переплеталось с народными языческими поверьями. Де-факто данная церковь существовала до 1984 года, де-юре сохраняется и до наших дней.
Хильшер был признан нацистами врагом режима. Организовал подпольную группу, призванную разложить Третий рейх изнутри. Несмотря на это, был членом ряда национал-социалистических организаций. По предложению своего друга Вольфрама Зиверса, управляющего делами Аненербе, стал его заместителем. При этом другому своему другу, еврейскому философу Мартину Буберу, Хильшер помогал спастись от преследования нацистов.
Участвовал в подготовке заговора Германского Сопротивления с целью убийства Гитлера, был арестован, однако вскоре освобождён благодаря вмешательству Зиверса.

### После войны
После 1945 года отдалился от общественной деятельности. Жил вместе с женой Лизелотте Дауманн (1917—2003) в Марбурге, затем в Мюннерштадте, занимался исследованиями в области религиоведения и религиозной философии, большая часть из которых осталась неопубликованной. Последние годы провёл в Шёнвальде.